# Acanthodelta seychellarum
Acanthodelta seychellarum là một loài bướm đêm trong họ Noctuidae.